# Billie Joe Armstrong
Billie Joe Armstrong (Oakland, California, 17 de febrero de 1972) es un músico y actor estadounidense. Es conocido por ser el vocalista, guitarrista y compositor principal de la banda Green Day, que cofundó con Mike Dirnt en 1987. También es guitarrista y vocalista de la banda de punk rock Pinhead Gunpowder y vocalista principal de los proyectos paralelos de Green Day: Foxboro Hot Tubs, The Network, The Longshot y The Coverups. Armstrong ha sido considerado por la crítica como uno de los mejores músicos de punk rock de todos los tiempos.
Armstrong desarrolló un interés por la música a su temprana edad, y grabó su primera canción a los cinco años de edad. Conoció a Mike Dirnt mientras asistía a la escuela primaria, y los dos se unieron al instante por su interés mutuo en la música, formando la banda Sweet Children cuando los dos tenían catorce años. La banda cambió su nombre a Green Day, y más tarde alcanzaría el éxito comercial. Armstrong también ha llevado a cabo proyectos musicales fuera de su trabajo en Green Day, incluidas numerosas colaboraciones con otros músicos. En 1997, para coincidir con el lanzamiento de Nimrod, Armstrong fundó Adeline Records en Oakland para ayudar a otras bandas a lanzar música como The Frustrators, AFI y Dillinger Four. La compañía discográfica cerró en agosto de 2017.

## Biografía y carrera

### 1972-1989: Infancia y Sweet Children
Armstrong nació el 17 de febrero de 1972 en Oakland, California, y fue criado en la localización cercana, Rodeo, siendo el más joven de los seis hijos de Ollie Jackson (nacida en 1931) y Andrew Marciano Armstrong (1927–1982). En 1982 y con diez años de edad, Armstrong conoció a Mike Dirnt en la cafetería de su escuela y durante pijamadas que hacían en la casa uno del otro, tocaban canciones de bandas viejas de heavy metal como Ozzy Osbourne, Def Leppard, y Van Halen. También a esta edad, su padre, un músico de jazz y camionero para «Safeway Inc.», falleció de cáncer de esófago en septiembre de 1982. La canción "Wake Me Up When September Ends" es un tributo en memoria a su padre. Tiene cinco hermanos: David, Alan, Marci, Hollie, y Anna. Se interesó en el punk rock después de que sus hermanos lo introdujeran al género. Su madre trabajó como mesera en el restaurante Rod's Hickory Pit en Vallejo, California. Ahí, Armstrong y Mike Dirnt trabajaron como camareros y tocaron su primer concierto en 1987. Los tatarabuelos de Armstrong, Pietro Marsicano y Teresa Nigro, eran inmigrantes italianos de Viggiano, Basilicata que se mudaron a Boston, Massachusetts antes de llegar a Berkeley, California en 1869. Por esto, recibió la ciudadanía honoraria de Viggiano en junio de 2018 por el alcalde, Amedeo Cicala.
El interés de Armstrong dentro de la música comenzó a una edad temprana. Asistió a la Escuela Primaria Hillcrest en Rodeo, donde un maestro lo animó a grabar una canción titulada «Look for Love» a la edad de cinco años en la discográfica del Área de la Bahía, Fiat Records. También cantaba para pacientes en hospitales con el fin de que se sintiesen mejor. A los once años, Armstrong recibió su primera guitarra eléctrica, una Fernandes Stratocaster la cual bautizó «Blue». Después de que su padre muriera, su madre se casó con un hombre al que sus hijos odiaban. Gracias a esto, Armstrong compuso su primera canción, Why Do You Want Him?, a los catorce años. Armstrong también ha citado a bandas como The Ramones, The Replacements y Hüsker Dü como influencias musicales suyas, al punto de soñar el tocar con ellos cuando tenía quince años, a esta misma edad, Armstrong junto a Mike y un baterista llamado John Kiffmeyer, formaron una banda punk y se bautizaron «Sweet Children». Antes de Kiffmeyer, Raj Punjabi fue el primer baterista de la banda, y Sean Hughes el bajista en la banda.
Junto con Hillcrest Elementary, Armstrong asistió a Carquinez Middle School y John Swett High School, ambas en Crockett, y luego fue transferido a Pinole Valley High School en Pinole. Armstrong tenía el apodo «Two Dollar Bill» en la escuela secundaria, ya que vendía cigarrillos de marihuana por $2, esto se relaciono con el nombre de la banda Green Day, con el significado «un día sin hacer nada más que fumar marihuana». Dejó la escuela un día antes de su cumpleaños número dieciocho para seguir una carrera musical y dedicarse a tiempo completo a su banda, Sweet Children. En 1989, Green Day lanzó su EP debut 1,000 Hours con la discográfica Lookout! Records.

### 1990-1993: Inicios de Green Day y colaboraciones
En 1990, Grabaron su álbum debut de estudio titulado, 39/Smooth y los EP Slappy y Sweet Children, los tres en el mismo año. También en 1990, Armstrong estuvo en los coros y guitarra principal en tres canciones para el EP final de la banda The Lookouts, «IV», conoció a Adrienne Nesser en Mineápolis, quien se convertiría en su futura esposa, ambos se casaron el 2 de julio de 1994, en una ceremonia de 5 minutos y Kiffmeyer dejó la banda para asistir a la universidad. Armstrong y Mike se enfrentaron a la tarea de encontrar un nuevo baterista y eligieron a Tré Cool, un veterano de la calle Gilman. Comenzaron a viajar por todo el país en un viejo bookmobile, con el padre de Tré al volante y haciendo todo esto con poco dinero además de quedarse en las casas de los fanáticos. En 1991, 1,000 Hours, 39/Smooth y Slappy, fueron combinados en la compilación 1,039/Smoothed Out Slappy Hours.
Más tarde, Sweet Children cambió su nombre a «Green Day», eligiendo el nombre debido a su afición por la marihuana. También en 1991, Cool hizo su debut en el segundo álbum de Green Day, Kerplunk (1991) y Armstrong se unió a la banda Pinhead Gunpowder, compuesta por el bajista Bill Schneider, el baterista Aaron Cometbus, la vocalista/guitarrista Sarah Kirsch, y más tarde Jason White se uniría, el grupo ha lanzado varios EPs y álbumes desde 1991 hasta el presente, y realizan espectáculos en vivo de forma intermitente. En 1993, Armstrong coescribió la canción Radio de la banda Rancid, y fue invitado a tocar con ellos en vivo. Tras esto, la banda le pidió a Billie Joe Armstrong unirse a ellos, pero él se negó debido a su progreso con Green Day.

### 1994-2005: Ascenso en fama junto a Green Day
Con su tercer álbum, Dookie (1994), Green Day se abrió paso dentro de la industria principal, y se ha mantenido como una de las bandas de rock más populares de los años 1990 y 2000. El disco es considerado como uno de los mejores en cuanto al género punk/pop rock que existen y además es uno de los discos que más ventas ha conseguido hasta la fecha con más de 20 millones de copias vendidas en el mundo. En 1995, Armstrong ayudó a la banda Riverdales en la mezcla de su álbum Riverdales (1995), además de lanzar junto a Green Day el álbum Insomniac (1995), el cual contiene grabaciones en vivo. En 1996 y 1997, Green Day lanzó los álbumes en vivo Bowling Bowling Bowling Parking Parking (1996) y Foot in Mouth (1997, lanzado en Japón) y el álbum de estudio Nimrod (1997). En 1998 y 1999, colaboró junto a Penelope Houston en las canciones New Day y The Angel and The Jerk.
En el año 2000, Green Day lanzó el álbum Warning. En 2001, Armstrong coescribió la canción de la banda The Go-Go's, Unforgiven y junto a Green Day lanzaron el EP Tune in, Tokyo... (2001) y el álbum recopilatorio International Superhits! (2001). En 2002, Green Day lanzó otro álbum recopilatorio titulado Shenanigans (2002). En 2003 tuvo varias colaboraciones, colaboró nuevamente junto a Penelope Houston con la canción Corpus Christi (escrita por la banda Avengers) de su álbum Eighteen Stories Down (2003), canto en coros junto a Melissa Auf der Maur para la canción Do Miss America del álbum de Ryan Adams Rock n Roll (2003) y junto a Green Day actuó como banda de respaldo para la banda Iggy Pop en su álbum Skull Ring (2003) en las canciones Private Hell y Supermarket. Además, este mismo año se pretendía que Green Day lanzara el álbum Cigarettes and Valentines (2003), el cual iba a ser la continuación de su álbum sido la continuación del álbum Warning (2000), pero no fue lanzado puesto que las grabaciones de las canciones fueron robadas del estudio cuando el álbum estaba casi acabado. También en 2003, Green Day fue parte de un proyecto con la banda The Network, a quienes ayudaron a lanzar el álbum Money Money 2020 (2003).
En 2004, Green Day lanzó el álbum American Idiot (2004), su primera ópera rock. El álbum ha sido uno de los más exitosos de Green Day, el cual logró entrar en las listas musicales de 26 países destacando que en 10 de ellos fue número uno, además de que el disco vendió más de 20 millones de copias a nivel mundial. El disco contiene algunos de los sencillos más exitosos de Green Day como American Idiot, Jesus of Suburbia, Wake Me Up When September Ends y Boulevard of Broken Dreams. En 2005, el álbum fue galardonado como el mejor álbum rock en los premios Grammy de 2005 y junto a Green Day lanzó el álbum Bullet in a Bible (2005).

### 2006-S: Varios proyectos e incursión en televisión y cine
En 2006, Armstrong junto a Green Day ganó los premios a grupo musical y canción (por Wake Me Up When September Ends) favoritos en los Nickelodeon's Kids Choice Awards 2006. En 2007, apareció junto a Green Day en la película animada The Simpsons Movie. Este mismo año, se formó la banda Foxboro Hot Tubs, la cual fue rumoreada ser un proyecto aparte de Armstrong junto a Green Day. Rumor que más tarde se confirmó como cierto. En 2008, Foxforo Hot Tubs lanzó un álbum titulado Stop Drop and Roll!!! (2008).
En 2009, Green Day lanzó el álbum 21st Century Breakdown, la segunda ópera rock del grupo y el cual también fue un éxito comercial. Este mismo año, Armstrong participó en otro proyecto aparte llamado «Rodeo Queens» junto al veterano en punk rock, Jesse Malin, con quien lanzó una canción titulada «Depression Times» aparte de un vídeo para la composición. Además, más tarde colaboraría nuevamente junto a Malin para lanzar la canción «Strangers and Thieves». También en 2009, su álbum American Idiot fue adaptado a un musical de Broadway, igualmente llamado American Idiot el cual ganó dos Premios Tony además, lanzó el álbum recopilatorio Ultimate Collectors 7" Vinyl Singles Box Set (2009) y el EP Last Night on Earth: Live in Tokyo.
A finales de 2010, Armstrong apareció en el musicalAmerican Idiot en el papel de «St. Jimmy» en dos ocasiones y a inicios de 2011, además de lanzar el álbum en vivo, Awesome as Fuck (2011). En 2012, Green Day lanzó el álbum titulado Green Day (2012), además de lanzar un trío de álbumes: ¡Uno!, ¡Dos!, y ¡Tré!, todos en 2012. En 2013, Armstrong apareció en la tercera temporada del programa de NBC The Voice como un mentor asistente en el equipo de Christina Aguilera. Y este mismo año, Armstrong y la cantautora Norah Jones lanzaron el álbum Foreverly (2013), el cual consistió en covers de canciones del álbum de The Everly Brothers Songs Our Daddy Taught Us, y también colaboró con el grupo comediante de hip hop Lonely Island en su canción «I Run NY» del álbum The Wack Album (2013).
En 2014, protagonizó junto a Leighton Meester en la película Like Sunday, Like Rain (2014), filme lanzado en 2015. Por su trabajo en la película, Bilie Joe ganó el premio Breakout Performance en el Williamsburg Independent Film Festival de 2014. Armstrong escribió canciones para «These Paper Bullets», una adaptación musical rock de Much Ado About Nothing, que se estrenó en el Yale Repertory Theatre en marzo de 2014.

## Instrumentos

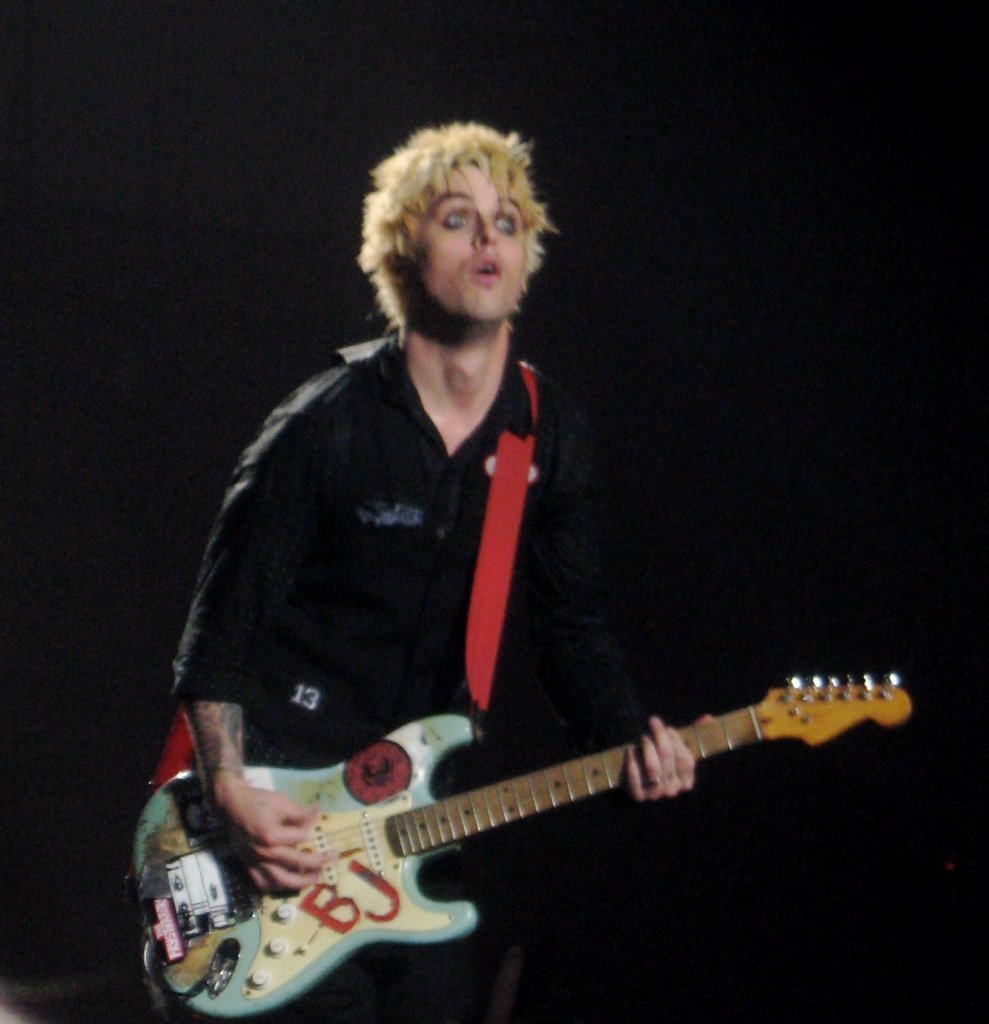
Armstrong con su guitarra "Blue" en 2009

En su décimo cumpleaños su padre le regaló su primera guitarra, una Fender tipo Stratocaster, a la cual llamó Blue y la decoró con estampas, pegatinas, pinturas y muchas roturas además de añadirle las iniciales de su nombre (BJ) con cinta adhesiva roja, dándole un toque de personalidad. Billie Joe ha usado (y continúa usando) está guitarra en cada show de Green Day, afinada en medio tono más bajo de lo normal, para tocar canciones pertenecientes a los discos Dookie e Insomniac. Blue se puede ver en los vídeo clips de Hitchin' a Ride, Basket Case, Longview, Jaded, Stuck With Me, Geek Stink Breath y Minority.

## Vida personal
En 2003, Armstrong abandonó el Área de la Bahía y alquiló un pequeño apartamento en East Village en Manhattan con el propósito de encontrar nuevo material para el séptimo álbum que Green Day aún no anunciaba. Aquí participó en sesiones improvisadas en el sótano de Hi-Fi, un bar en Manhattan, con músicos locales como Jesse Malin, además de que las canciones Boulevard Of Broken Dreams y Are We The Waiting, incluidas en el álbum American Idiot de 2004, ambas surgieron en este viaje que Armstrong realizó. Este año, fue arrestado con cargos por DUI (manejo bajo la influencia de alcohol) y liberado al pagar $1,200.
Billie Joe Armstrong está a favor de los derechos de los homosexuales, diciendo que "todos los seres humanos tenemos la necesidad de amar y debemos poder amar abiertamente, ya sea con un ser humano del mismo sexo o del sexo contrario, sin tener la necesidad de ser excluidos, humillados o simplemente criticados. Nadie tiene que prohibir a alguien casarse o tener un hijo con alguien a quien ama por el simple hecho de ser del mismo sexo". Se ha declarado bisexual, alegando que "todos nacemos bisexuales, pero la sociedad nos reprime y nos hace verlo algo malo".
En un concierto que realizaba con su banda en Mineápolis, Minnesota, Estados Unidos, en el año 1990, Billie conoció a quien hoy es su esposa y madre de sus hijos, Adrienne Nesser. En junio de 1994 se fueron a vivir juntos a California después de 4 años de relación y finalmente, el 2 de julio del mismo año contrajeron matrimonio, anunciando el embarazo de su primer hijo en octubre. El 28 de febrero de 1995, nació el primer hijo de la pareja, Joseph Marcicano Armstrong, a quien llaman Joey en honor al mayor ídolo de su padre, Joey Ramone, líder de la banda Ramones. Tres años después, el 12 de septiembre de 1998, nació el segundo hijo de la pareja, Jakob Danger Armstrong. Actualmente Billie vive con su familia en Oakland, California.
Desde el 30 de agosto de 2006, posee su propia línea de guitarras de la marca Gibson, principalmente compuesta por guitarras del tipo Les Paul Junior.
Es dueño junto a su esposa Adrienne y su compañero musical y amigo, el guitarrista Jason White, de un sello discográfico independiente llamado Adeline Records, en el que graban muchos artistas del área de la bahía de San Francisco, junto con una marca de ropa llamada Adeline Street de la que Constanza trabaja como diseñadora.
El 26 de julio de 2012 se anunció que se uniría en la tercera temporada de The Voice de la cadena NBC como mentor junto con Christina Aguilera, pero no pudo participar en las grabaciones del programa porque se encontraba en un programa de rehabilitación, debido a una serie de crisis producidas por la mezcla de somníferos y alcohol. La más sonada y definitiva fue la ocurrida en septiembre de 2012, días antes del lanzamiento de su álbum ¡Uno!, cuando golpeó su guitarra contra el escenario al verse recortado el tiempo de actuación de Green Day para dar paso a Usher.

## Su vida como músico

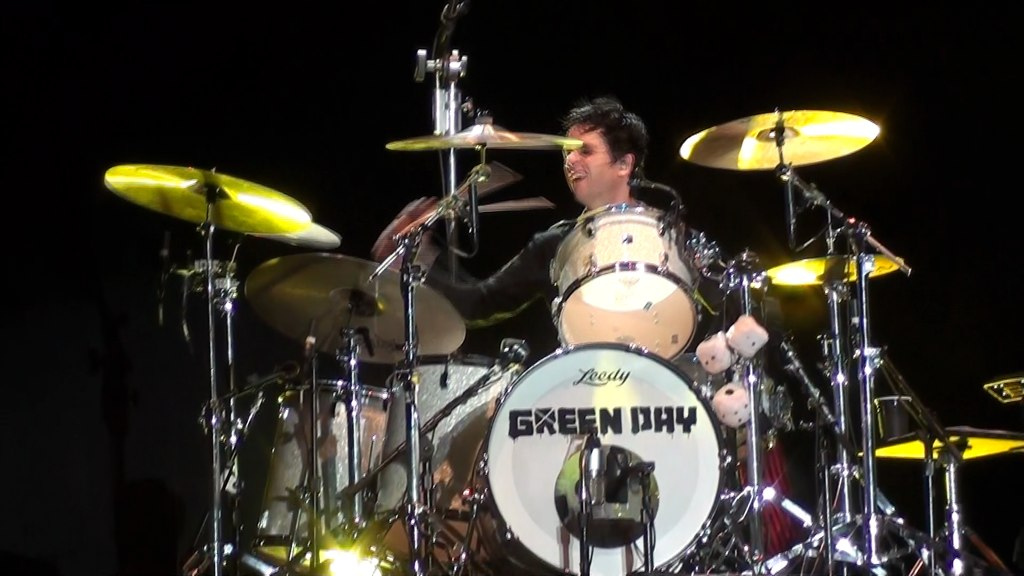
Billie Joe Armstrong en la batería, durante un concierto de su banda, Green Day, realizado en Sudamérica.

En 1986, formó una banda llamada Sweet Children con su amigo Mike Dirnt y un compañero de clase, John Kiffmeyer (conocido como Al Sobrante, (que más tarde fue reemplazado por Tré Cool). Se cambiaron el nombre a Green Day en marzo de 1989, justo antes de sacar el primer EP, 1,000 Hours, en Lookout Records.
Él y Adrienne son cofundadores de Adeline Records, un sello independiente en el que graban muchas bandas del área de la bahía de San Francisco. Tiene proyectos alternativos en otras bandas como Pinhead Gunpowder, The Network que están bajo el sello de Lookout! Records. Y también en la banda Foxboro Hot Tubs, banda en la que están Mike Dirnt y Tré Cool, bajista y batería de Green Day.
Ha tocado con bandas como U2, The Influents, Corrupted Morals, Rancid, the Lookouts, blink-182, Goodbye Harry, y Blatz. Armstrong ha colaborado con muchos artistas con el paso de los años. Ha coescrito para The Go-Go's (Unforgiven), también colaboró escribiendo y cantando junto a Penélope Houston (The Angel y the jerk ), escribió una canción con Rancid llamada Radio (de hecho, su buen e influyente amigo Tim Armstrong lo invitó a formar parte de Rancid, pero Billie rechazó su oferta porque él quería seguir su propia carrera con Green Day). Hizo los coros con Melissa Auf Der Maur en la canción Do Miss America de Ryan Adams, ha sido productor de un álbum de los Riverdales. En el álbum Skull Ring de Iggy Pop tocó, junto a Green Day las canciones Private Hell y Supermarket. Grabó con Elvis Costello un especial en VH1 que incluye las canciones Basket Case, Good Riddance (Time of Your Life), Wake Me Up When September Ends y The Saints Are Coming en conjunto con U2. Grabó un álbum junto a Norah Jones. Lanzó una canción benéfica junto a Tim Armstrong.
En 2010 se unió al elenco de American Idiot Musical, musical de Broadway basado en el álbum con el mismo nombre, haciendo el rol de St. Jimmy del 28 de septiembre al 3 de octubre. Posteriormente retornó a su rol por 50 presentaciones empezando el primero de enero. A finales del año 2016, comentó nuevas actualizaciones sobre la película surrealista de American Idiot en colaboración con la cadena de paga HBO Armstrong comentó respecto a la similitud con el musical. 

"Es un poco más surrealista, pero creo que va a haber partes de eso que pueden ofender a la gente, lo cual es bueno, creo que es un buen momento para ofender a la gente".

## Influencias

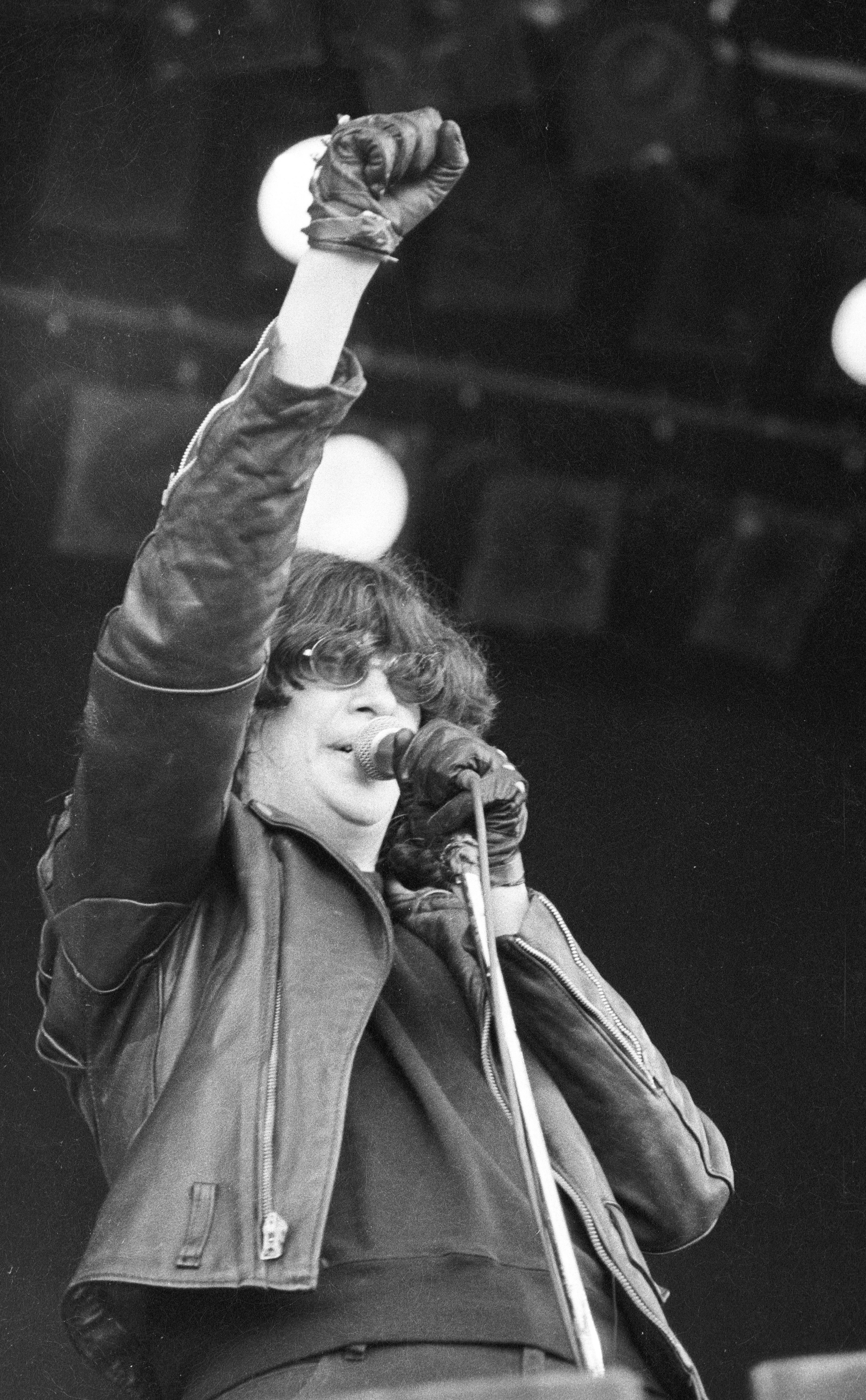
Jeffrey Ross Hyman, más conocido como Joey Ramone, líder de la banda de punk rock, The Ramones, es el mayor ídolo de Billie Joe Armstrong.

En una entrevista de diez preguntas, Billie Joe dijo que Ramones, Hüsker Dü y The Replacements eran sus principales ídolos, aunque Sex Pistols y The Clash también han influenciado fuertemente a todos los integrantes de Green Day.
También ha sido influenciado por: Operation Ivy, The Beatles, The Who, The Kinks, Iggy Pop, NOFX, Queen, The Isley Brothers, Elvis Costello, Elvis Presley, Cheap Trick, Social Distortion, Crimpshrine, Jimi Hendrix, Bobby Fuller, Bob Dylan, Pink Floyd, ACDC, Led Zeppelin, Metallica, Creedence Clearwater Revival, Depeche Mode, y Billy Idol.

## Discografía
| Green Day - 1,000 Hours (1989) - Voz, guitarra, - Slappy (Verano de 1990) - Voz, guitarra, - 39/Smooth (13 de abril de 1990) – Voz, guitarra, - 1,039/Smoothed Out Slappy Hours (1991) - Voz, guitarra, - Kerplunk (1992) – Voz, guitarra, batería en «Dominated Love Slave» - Dookie (1994) – Voz, guitarra, percusión en «All By Myself» - Insomniac (1995) – Voz, guitarra - Nimrod (1997) – Voz, guitarra, armónica - Warning (2000) – Voz, guitarra, mandolina, armónica - International Superhits (2001) - Voz, guitarra, armónica - Shenanigans (2002) – Voz, guitarra - American Idiot (2004) – Voz, guitarra - Bullet In A Bible (2005) – Voz, guitarra - 21st Century Breakdown (2009) – Voz, guitarra, piano - American Idiot: The Original Broadway Cast Recording (2010) – Voz, guitarra, piano - Awesome as F*** (2011) - Voz, guitarra, piano - ¡Uno! (2012) – Voz, guitarra - ¡Dos! (2012) – Voz, guitarra - ¡Tré! (2012) – Voz, guitarra, piano - Demolicious (2014) - Voz, guitarra - Revolution Radio (2016) - Voz, guitarra - Father of All Motherfuckers (2020) - Voz, guitarra - "Saviors" (2024) - Voz, guitarra | Pinhead Gunpowder (1997) - Jump Salty - Carry The Banner - Goodbye Ellson Avenue - Shoot The Moon - Compulsive Disclosure - West Side Highway The Network - Money, money 2020 (2003) – Voz, guitarra, composición. Foxboro Hot Tubs - Stop Drop and Roll!!! (2008) – Voz, composición. The Boo - Peace and Love for the New Year (2011) – Bajo The Longshot - Love is for losers (2018) – Voz, guitarra, composición. |

## Reconocimientos
| Año  | Elogio                                                | Posición | Presentado por |
| ---- | ----------------------------------------------------- | -------- | -------------- |
| 2008 | 50 Personas más sensuales del Rock                    | (#1)     | Kerrang!       |
| 2010 | Top Frontmen de todos los tiempos                     | (#25)    | Gibson         |
| 2014 | Los 50 Rockstars más grandes del mundo 2014           | (#21)    | Kerrang!       |
| 2015 | Los 100 compositores más grandes de todos los tiempos | (#93)    | Rolling Stone  |
| 2015 | Los 50 Rockstars más grandes del 2015                 | (#16)    | Kerrang!       |
| 2015 | Los 10 Rockstars más grandes de todos los tiempos     | (*)      | Kerrang!       |

## Filmografía
Billie Joe, ha participado en distintas películas y series a lo largo de su trayectoria musical.

| Año  | Película                  | Personaje       | Observaciones    |
| ---- | ------------------------- | --------------- | ---------------- |
| 1997 | King of the Hill          | Face            | Voz (1 Capítulo) |
| 2004 | Disease Is Punishment     | Fink            | Principal        |
| 2006 | Live Freaky! Die Freaky!  | Charlie         | Voz              |
| 2007 | Los Simpson: la película  | Él mismo        | Voz              |
| 2012 | This Is 40                | Él mismo        | Secundario       |
| 2012 | Nurse Jackie              | Jackie's Pickup | 1 Capítulo       |
| 2015 | Heart Like a Hand Grenade | Él mismo        | Principal        |
| 2016 | Ordinary World            | Perry Miller    |                  |